# ガリア・キサルピナ

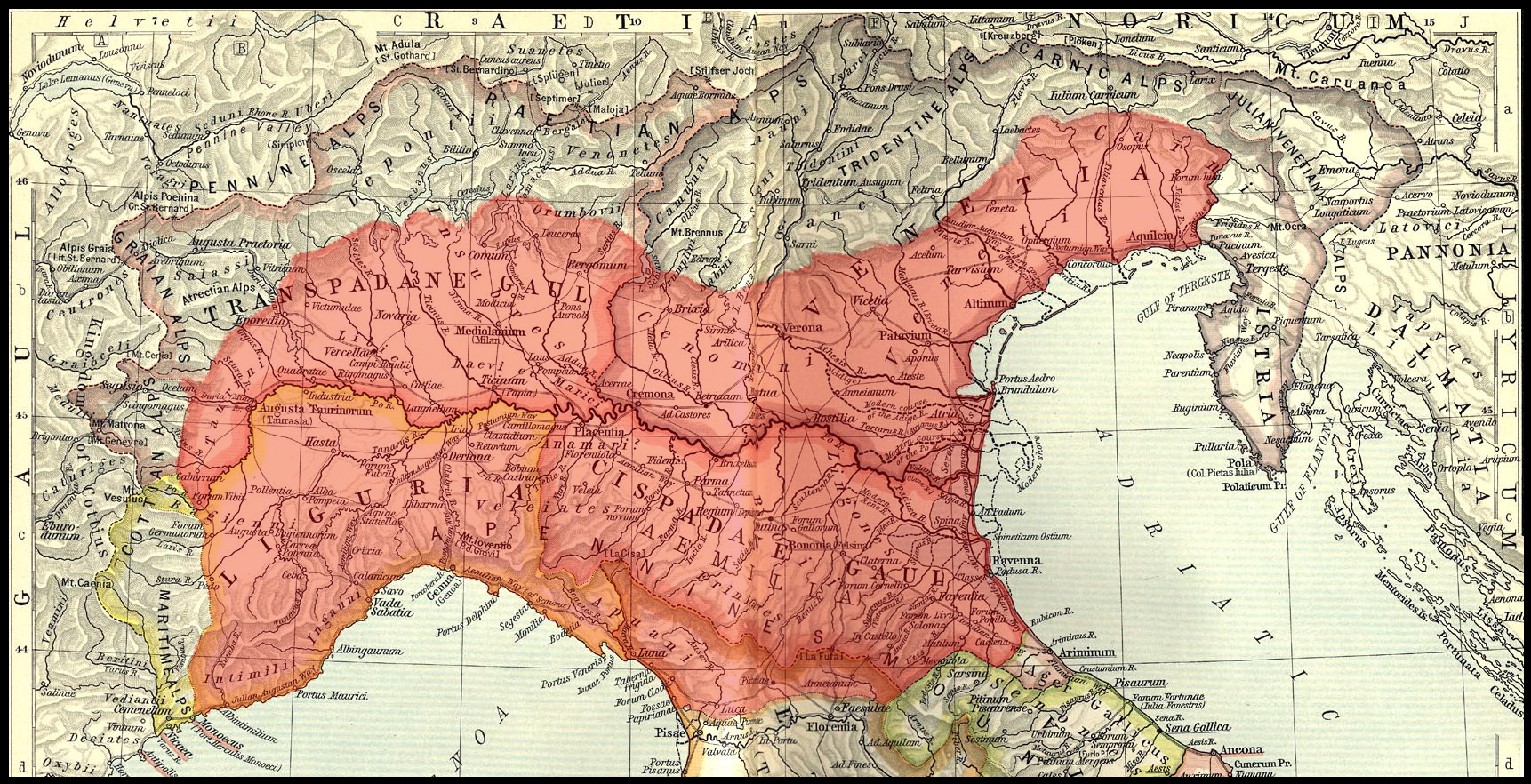
ガリア・キサルピナ（BC 1世紀)

ガリア・キサルピナ（ラテン語: Gallia Cisalpina ガッリア・キサルピーナ）は、共和政ローマにおける属州の名前。ラテン語でローマ側から見て「アルプスのこちら側のガリア」という意味である。イタリア語式の読み方でガリア・チザルピーナとカナ表記されることもある

## 歴史
その名の通り、ガリア・キサルピナは現在で言えば北イタリア（現在のエミリア・ロマーニャ州、フリウリ＝ヴェネツィア・ジュリア州、リグリア州、ロンバルディア州、ピエモンテ州、トレンティーノ＝アルト・アディジェ州、ヴェネト州）に相当する地域である。またの名でガリア・キテリオル（こちら側のガリア）、プロウィンキア・アリミヌム、ガリア・トガタ（トガをまとった＝ローマ化したガリア）とも呼ばれる。なお、「アルプスの向こう側のガリア」はガリア・トランサルピナ、キサルピナおよびトランサルピナよりさらに北側のガリアはガリア・コマタと呼ばれた。
北の境界線はアルプス山脈、南はアルノ川とルビコン川付近を結ぶ線で、ポー平原を主な区域とする。属州の首都はムティナ（現モデナ）であった。紀元前58年にガリア・キサルピナ属州総督となったガイウス・ユリウス・カエサルはガリア・キサルピナを拠点にしてガリア戦争へ乗り出している。
ガリア・キサルピナは紀元前43年から42年頃にオクタウィアヌスによってイタリア本土へ統合された。

## 都市一覧
|        | ローマ時代の都市名 | 同左 ラテン語表記 | 現代の都市名          |
| ------ | ------------------ | ----------------- | --------------------- |
|        | プラケンティア     | Placentia         | ピアチェンツァ (*1,2) |
|        | パルマ             | Parma             | パルマ (*1)           |
| 属州都 | ムティナ           | Mutina            | モデナ (*1)           |
|        | ボノニア           | Bononia           | ボローニャ (*1)       |
|        | マントウァ         | Mantua            | マントヴァ (*2)       |
|        | クレモナ           | Cremona           | クレモナ (*2)         |
|        | ティキヌム         | Ticinum           | パヴィーア            |
|        | メディオラヌム     | Mediolanum        | ミラノ                |

(*1) : エミリア街道沿いの都市
(*2) : ポストゥミア街道沿いの都市